# Orgelsinfonie (Karg-Elert)
Die Sinfonie für Orgel fis-Moll [op. 143] ist eine der bedeutendsten Kompositionen aus Sigfrid Karg-Elerts Spätwerk.

## Werkgeschichte
Bereits 1927 hatte der Komponist eine Orgelsinfonie in E-Dur geplant, die aber wahrscheinlich nicht über ein Skizzenstadium herausgekommen ist. Erst 1930 nahm ein neues Werk dieser Gattung Gestalt an. Vollendet wurde es am 7. Dezember dieses Jahres. Karg-Elert schwankte zunächst in der Wahl des Titels: Zunächst sollte dieser "Sonate", später "Musik für Orgel" oder "Symphonische Metamorphosen" lauten. Als der Verleger Henri Hinrichsen im Januar 1931 das Werk für die Edition Peters erwarb, hieß es schließlich "Symphonie" – der Untertitel "Symphonische Phantasie" wurde später getilgt. Im Autograph und im Verlagskontrakt ist für die Orgelsinfonie keine Opuszahl angegeben. Dass dazu die Nummer 143 vorgesehen war, verrät nur eine wohl im Frühjahr 1932 von einer dem Komponisten nahestehenden Person angefertigte Werkliste.
Die vorgesehene Veröffentlichung konnte zu Karg-Elerts Lebzeiten nicht mehr stattfinden. Die Diffamierung des Komponisten durch die Nationalsozialisten und ein lang anhaltendes Desinteresse an seinen Werken nach dem Zweiten Weltkrieg sorgten dafür, dass man sich erst in den 1980er Jahren im Zuge der Wiederentdeckung Karg-Elerts für die immer noch ungedruckte Sinfonie zu interessieren begann. Die erste Partiturausgabe der Komposition erschien schließlich bei der Edition Peters im Jahr 1987.

## Das Werk
Dass der Komponist ausführlich über einen geeigneten Titel nachdachte, zeigt schon, dass es sich bei seinem op. 143 nicht um eine Sinfonie konventioneller Bauart handelt. Sie ist ohne Unterbrechungen in einem 598 Takte langen Satz durchkomponiert, wobei dieser deutlich eine der traditionsgebundenen Formgestaltung entsprechende mehrteilige Anlage durchscheinen lässt. Die Harmonik ist, für den Spätstil Sigfrid Karg-Elerts typisch, stellenweise bis an die Grenzen der Tonalität getrieben, erscheint jedoch aufgrund der Behandlung des Tonsystems nach der vom Komponisten selbst entwickelten polaren Tonalitätslehre stets durchsichtig und nie willkürlich überladen. Weiterhin fallen häufige Taktwechsel auch innerhalb der einzelnen Sektionen auf, welche die metrische Ebene der Komposition sehr lebendig erscheinen lassen. Die Spieldauer beträgt ca. 35 Minuten.
Das Werk beginnt mit einer Einleitung (Lento misterioso, fis-Moll, Takt 1–20), von Karg-Elert "Prologus" genannt, in der das motivische Grundmaterial vorgestellt wird. Besonders markant tritt am Ende ein pentatonisches Thema hervor, das im Folgenden an verschiedenen wichtigen Gliederungspunkten des Stückes wiederkehrt. Es schließt sich ein Allegro brioso ed energico (fis-Moll, T. 21–100) an, das in einer knappen und konzentrierten Sonatenhauptsatzform gehalten ist. Der folgende Abschnitt (T. 101–358) ist ein Scherzo (Presto demoniaco, dis-Moll), dessen Mittelteil ein Chorale quasi Trio (T. 251–274, Es-Dur) bildet. Das danach einsetzende Largo e quieto (H-Dur, aber ohne Tonartvorzeichnung, T. 359–401) kann als das emotionale Herzstück der Symphonie gelten, die schließlich durch ein toccatenartiges Vivace e brioso (fis-Moll, T. 401–586) abgerundet wird. Dieser Schlusssatz ist wie das erste Allegro ein Sonatenhauptsatz. Eine auf dem pentatonischen Thema basierende "Coda con Cadenza corale" (T. 587–598) beendet das Werk mit einem durch dissonierende Zusatztöne verstärkten Fis-Dur-Akkord.